# Yves Simon
Yves Simon (Choiseul, Alto Marne, 3 de mayo de 1944) es un cantante y escritor francés, especializado en el género Chanson o "canción francesa".

## Biografía
Simon nació en Choiseul, Francia, en 1944. Ha publicado más de 30 libros y publicado unos veinte álbumes. Llamó la atención en 1972 con el lanzamiento de Les Gauloises Bleues. Después de esto, fue escogido como el acto de apertura para artistas importantes como Georges Brassens. Su álbum de 1973, Au pays des merveilles de Juliet, ganó el prestigioso premio de la "Académie du disque". Respirer Chanter fue un éxito en 1974. En 1977, su banda sonora de la película de Diane Kurys Diabolo Menthe fue bien recibida. Su álbum USA-USSR (1983) obtuvo gran repercusión en su país, y Liaisons fue un éxito en 1988.
Se retiró de los conciertos en vivo en 1977, pero continuó lanzando álbumes exitosos que muestran una amplia gama de influencias musicales. También realizó algunas presentaciones de conciertos en vivo en Japón en 1982 y en Francia en 2007. También ha escrito artículos para la revista Actuel y muchas otras. La primera novela más vendida de Simon fue Océans en 1983. En 1991, Simon ganó el premio "Médicis" por su novela La Dérive des sentiments. Su novela Le Prochain amour (1997) tuvo éxito, y una colección de cuentos, Un instant de bonheur, publicada en 1998, ganó el Gran Premio de la canción de la Académie française.

## Discografía

### Estudio
- 1973: Au pays des merveilles de Juliet
- 1974: Respirer, chanter
- 1975: Raconte-toi
- 1976: Macadam
- 1977: Un autre désir
- 1978: Demain je t'aime
- 1981: Une vie comme ça
- 1983: USA/USSR
- 1985: De l'autre côté du monde
- 1988: Liaisons
- 1999: Intempestives
- 2007: Rumeurs

### En vivo
- 1975: Concert au Théâtre de la Ville
- 1977: Concert à Tokyo